# Khamtai Siphandon
Khamtai Siphandone (provincia de Champasak, Protectorado francés de Laos, 8 de febrero de 1924 - Vientián, 2 de abril de 2025) fue un político y militar laosiano. Fue presidente de Laos desde el 24 de febrero de 1998 hasta el 8 de junio de 2006, cuando fue oficialmente reemplazado por Choummaly Sayasone. Fue miembro del Partido Comunista de Indochina en 1954 y del Comité Central del Partido Popular Revolucionario de Laos en 1956.

## Biografía
Siphandone procede de una familia campesina del extremo sur de Laos. Su primer trabajo fue de cartero. Tras el final de la Segunda Guerra Mundial, se unió al movimiento de liberación nacional Lao Issara, que defendía la independencia de Laos y se oponía al regreso de la administración del protectorado francés. Antes de que los franceses recuperaran el control de Savannakhet en marzo de 1946, Siphandone se apoderó de la totalidad de la caja provincial (150.000 piastras). Se convirtió en oficial del brazo armado del movimiento y, en 1948, en su representante para el sur de Laos. Tras la escisión de Lao Issara en 1950, se unió al Pathet Lao, apoyado por el Viet Minh.
En 1954 se afilió al Partido Comunista de Indochina, y en 1955 al Partido Popular Lao, de cuyo comité central formó parte desde 1957. Se le consideraba un confidente íntimo del primer secretario general, Kaysone Phomvihane. En 1962 se convirtió en su sucesor como jefe de Estado mayor de las unidades armadas del Pathet Lao. En 1966 se convirtió en comandante en jefe del resultante "Ejército Popular de Liberación de Laos", que luchó, con apoyo norvietnamita, en la guerra civil laosiana contra las tropas reales. En 1972 ascendió al Politburó del LPRP.

## Trayectoria
Siphandone fue el comandante militar de la rebelión del Pathet Lao. Tras el éxito de la toma del poder por los comunistas en 1975, fue nombrado ministro de Defensa y vice primer ministro de Laos. Durante el V Congreso del Partido en 1991, Siphandone fue el tercer miembro de mayor rango de la dirección del partido, después de Kaysone Phomvihane y Nouhak Phoumsavanh. El 15 de agosto de 1991, sucedió a Kaysone como Primer ministro de Laos, que había dejado el cargo para convertirse en presidente. Tras la muerte de Kaysone, líder del partido durante muchos años, en 1992, Siphandone fue elegido presidente del Partido Revolucionario Popular de Laos.
Siphandone sucedió a Nouhak Phoumsavanh como presidente en 1998. En el 8.º Congreso del Partido, celebrado en 2006, se convirtió en asesor del Comité Central del PRPL.
Siphandone fue líder del partido hasta el 21 de marzo de 2006, cuando fue sustituido por Choummaly. Dejó la presidencia en junio, tras las elecciones parlamentarias laosianas de 2006.

## Familia
Su hijo Sonexay Siphandone se unió al Politburó del LPRP en 2016 y se convirtió en primer ministro de Laos en 2022.